# Chamberlin (Mondkrater)
Chamberlin ist ein Einschlagkrater auf der Mondrückseite.
Der Krater Chamberlin liegt auf der erdabgewandten Seite, direkt hinter dem südsüdöstlichen Mondrand. Von der Erde aus kann er bei günstiger Libration seitlich beobachtet werden. In nordwestlicher Richtung liegt Jeans, direkt am südöstlichen Kraterrand schließt sich Moulton an.
Das Kraterinnere ist von erstarrter Lava überdeckt und sehr eben, es finden sich dort mit Ausnahme sehr kleiner Einschläge keine Strukturen.
Die Entstehungszeit des Kraters wird der nektarischen Periode zugerechnet.
Chamberlin hat drei Nebenkrater:
| Buchstabe | Position            | Durchmesser | Link |
| --------- | ------------------- | ----------- | ---- |
| D         | 57,05° S, 102,41° O | 21 km       |      |
| H         | 59,63° S, 99,98° O  | 27 km       |      |
| R         | 59,94° S, 92,62° O  | 38 km       |      |

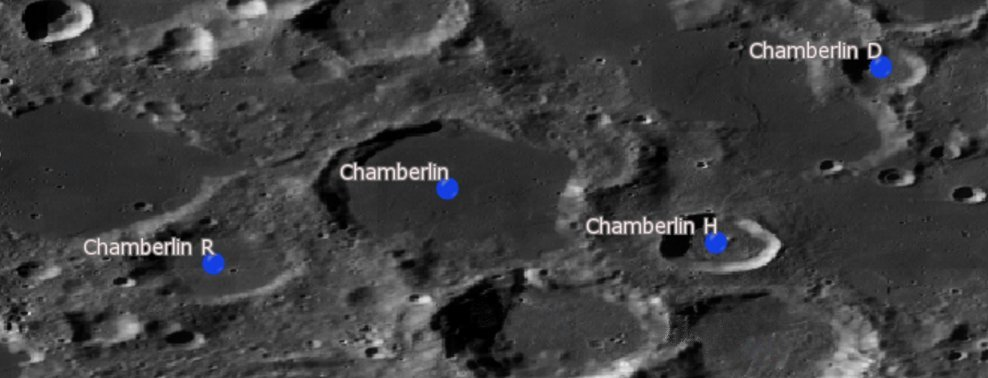
Chamberlin mit seinen Nebenkratern und Moulton am unteren, mittleren Bildrand

Der Krater wurde 1970 von der IAU offiziell nach dem US-amerikanischen Astronomen Thomas Chrowder  Chamberlin benannt. Der Marskrater Chamberlin ist ebenfalls nach Chamberlin benannt.